# Alexander Geynrikh
Alexander Rudolfovich Geynrikh, mais conhecido como Alexander Geynrikh (Tashkent, 6 de outubro de 1984), é um futebolista uzbeque que atua como atacante. Atualmente joga pelo FC Ordabasy do Cazaquistão.

## Seleção nacional
Integra a Seleção Uzbeque desde 2002, tendo sido convocado para disputar a Copa da Ásia em 2007 e 2011.